# Casal Brunori
Casal Brunori è un'area urbana del Municipio Roma IX di Roma Capitale. Fa parte della zona urbanistica 12G Spinaceto, nella zona Z. XXVIII Tor de' Cenci.
Si trova fra le frazioni di Mostacciano a nord e di Spinaceto a sud, esternamente al Grande Raccordo Anulare, compresa fra la via Cristoforo Colombo ad ovest e la via Pontina ad est.

## Storia

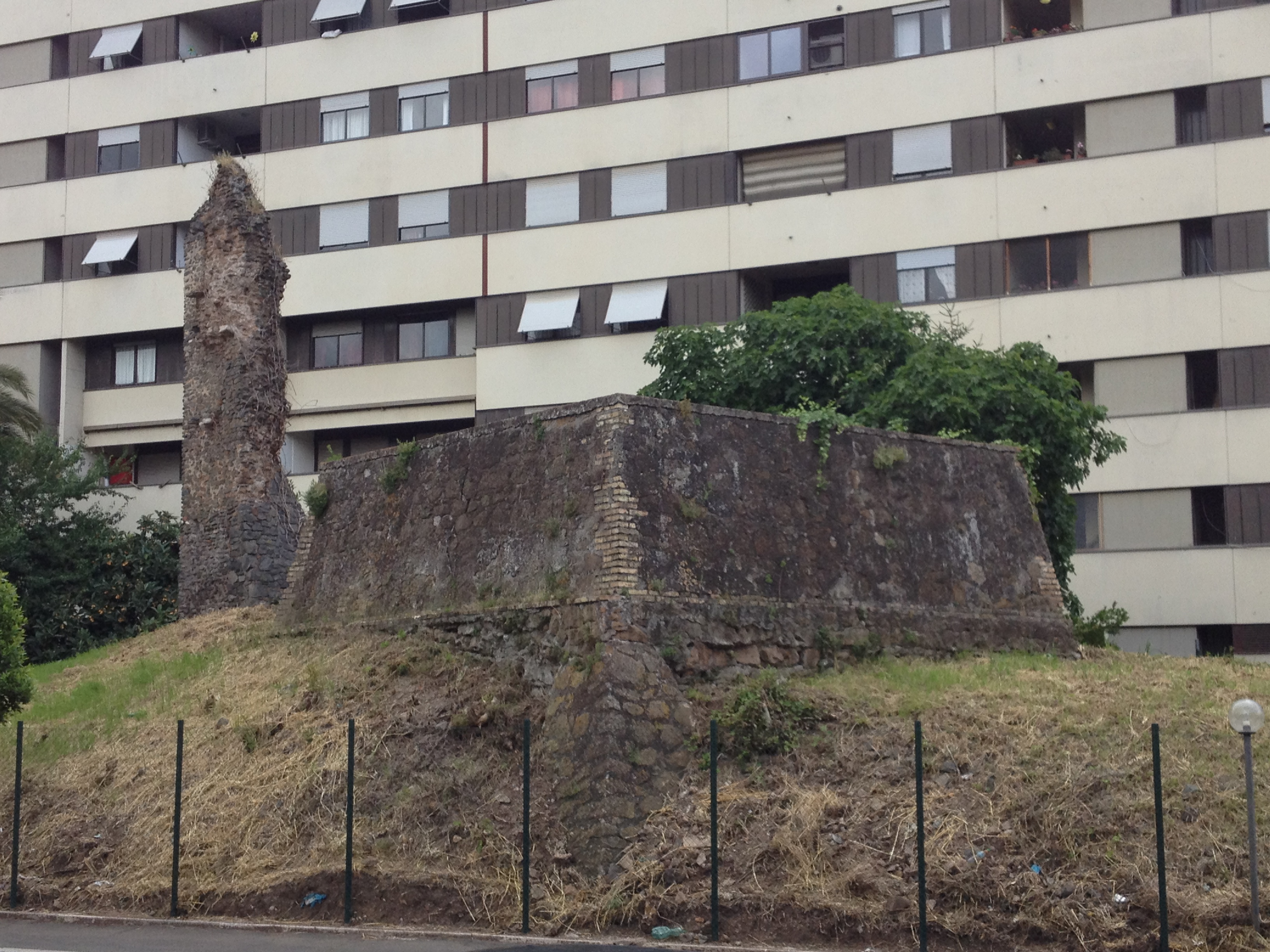
Torre Brunori

Nella seconda metà del XVI secolo la tenuta di Casal Brunori, che in una carta di Eufrosino della Volpaia risulta col nome di "Morone", era posseduta dal conte Brunoro di Gambara. La torre era stata costruita sui resti di una cisterna romana, di cui rimangono le rovine nel limitrofo quartiere Spinaceto, sul lato sinistro - allontanandosi da via Pontina - di via Caduti per la Resistenza, all'altezza di via Eroi di Trily. La torre costituiva uno dei luoghi di guardia lungo l'antica via Laurentina e lungo l'asse Ostiense – Appia, estendendo il suo controllo alla via che univa la costa ai Colli Albani.

## Odonimia
Gli odonimi di Casal Brunori rendono omaggio a medaglie d'oro al valor militare e della resistenza caduti durante la seconda guerra mondiale.